# Pseudovates denticulata
Pseudovates denticulata es una especie de mantis de la familia Mantidae.

## Distribución geográfica
Se encuentra en Brasil, Guayana Francesa y Surinam.